# Marjaniwka (rejon rozdzielniański)
Marjaniwka (ukr. Мар'янівка) – wieś na Ukrainie, w obwodzie odeskim, w rejonie rozdzielniańskim, w hromadzie Zachariwka. W 2001 liczyła 108 mieszkańców.